# Monte Stella (Cilento)
Il Monte della Stella, o più semplicemente Monte Stella, è un massiccio situato nell'estremità nord-ovest del Cilento, compreso nell'omonimo parco nazionale. La sua vetta conica a meridione (1131 m.l.m.) fu spianata per la costruzione della base LORAN, abbassando la quota dell'altura a 1100 m s.l.m. 
Lungo le sue pendici si trovano i comuni di Stella Cilento, Sessa Cilento, Omignano, San Mauro Cilento, Pollica, Serramezzana, Perdifumo, Castellabate, Montecorice, Lustra e Rutino. La cima del monte è situata tra Omignano e Sessa.
Il monte dà il nome alla comunità montana Alento-Monte Stella, la quale riunisce tutti i comuni dei dintorni. Tramite una strada carrabile del comune di Omignano è possibile arrivare al santuario medievale sulla cima anche con autovetture.

## Archeologia
Sull'intera dorsale sommitale (m.2000), dalla cima (m.1131 s.l.m., 120° E/SE) alla controvetta (m.1025 s. l. m., 300° W/NW), si trovano senza soluzione di continuità le evidenti tracce murarie di un grande insediamento megalitico, dalla struttura architettonica italico-romana, con superfetazioni altomedioevali, formato da un sistema di insediamenti crinali in sequenza sulla dorsale sommitale e collegati tanto dalle cinte, che inanellano quell'intera montagna a quote diverse tra la dorsale sommitale e la mezzacosta, quanto da una fitta rete viaria antica quanto le mura, controllata dalle propaggini insediative fino ai porti ed approdi, sulla costa o sulla valle del fiume Alento.
Le origini dell'insediamento sul Monte della Stella sono databili al I millennio a. C., per il ritrovamento di un coltello di selce in contrada Coste di Serramezzana, sul versante occidentale del Monte della Stella. 

## Storia
Sulla cima si trova una piccola chiesa, dedicata alla Madonna del Monte della Stella, risalente al 1000 e restaurata nel 1993.
Il Monte della Stella è il fulcro storico e simbolico della nascita del Cilento, infatti, il Monte della stella e le sue ampie pendici tra i fiumi Solofrone ed Alento  sono chiamati "Cilento antico" per distinguere questo territorio dall'intero parco nazionale.
Sulla vetta, sulla dorsale sommitale e prevalentemente sul versante alentino, si trovano testimonianze di megalitismo nelle rovine in pietra costruite ad incastro poligonale secco e con calcestruzzo, di tipologia eneolitica italica e di tipologia romana (I millennio a. C.-I millennio d.C.), e stratificate con mura in acciottolato e malta nell'alto medioevo longobardo (secc. VI - XI). Secondo alcuni storici alle origini vi sarebbero le grandi ed estese rovine di Lucania, mitica ed antica fortezza lucana, che venne ridotta sulla sola vetta ad un centro abitato a carattere difensivo costruito intorno al IX secolo, col suo barbacane sulla controvetta denominato Mulèlla. 
Questa fortezza vettale fu chiamata Lucania fino al 1008 e Cilenti, o Castellum Cilenti, dal 1031 e avrebbe dato il suo nome rispettivamente all'omonimo Gastaldato di Lucania, alla Baronia di Cilento ed all'intera subregione del salernitano.

## Flora
La flora è composta da foreste, lembi di macchia mediterranea e praterie di alta quota con lecci, fichi d'India, carrubi, corbezzoli, mirti, stelline calabresi (Asperula calabra), salvastrelle (Sanguisorba minor), code di topo (Aporocactus flagelliformis) e ginestre. A quote più alte la copertura arborea e di boschi a ontano napoletano (Alnus cordata) e castagni.
In particolare, sono presenti, sono presenti alcuni tra i più antichi castagneti d'Europa, appartenenti addirittura all'età longobarda.

### Genista cilentina
A quota più bassa, sui declivi collinari dei contrafforti digradanti verso il Mar Tirreno, in località Casale Zoppi, in un'area condivisa tra i comuni di Montecorice, Serramezzana e Castellabate nel 2012 è stata accertata la presenza notevole di una cospicua stazione di un rarissimo endemismo puntiforme della flora cilentana, la Genista cilentina, una stazione già segnalata, in precedenza, in un testo divulgativo del 2007.

## Fauna
La fauna comprende anfibi (ululone dal ventre giallo, rana e salamandra pezzata), mammiferi (alcune specie di pipistrelli, martore), rettili (ramarro, luscengola, saettone, cervone) e uccelli (colombaccio, averla, beccaccia e quaglia).

## Base LORAN e radar ENAV
La cima del monte è sede di una base LORAN che viene utilizzata come base radar dall'ENAV per il controllo del traffico aereo dei settori Est del Tirreno Centrale e del Tirreno meridionale. Il radar in questione è riconoscibile dal radome, la grande cupola protettiva bianca posta sulla cima, visibile in tutto il circondario.